# Proshermacha auropilosa
Espèce
Synonymes
- Chenistonia auropilosa Rainbow & Pulleine, 1918

Proshermacha auropilosa est une espèce d'araignées mygalomorphes de la famille des Anamidae.

## Distribution
Cette espèce est endémique d'Australie-Occidentale. Elle se rencontre vers Armadale.

## Description
La carapace de la femelle holotype mesure 7,2 mm de long sur 6 mm et l'abdomen 6,8 mm de long sur 4,7 mm.

## Systématique et taxinomie
Cette espèce a été décrite sous le protonyme Chenistonia auropilosa par Rainbow et Pulleine en 1918. Elle est placée en synonymie avec Chenistonia tepperi par Main en 1985. Elle est relevée de synonymie et placée dans le genre Proshermacha par Harvey, Hillyer, Main, Moulds, Raven, Rix, Vink et Huey en 2018.

## Publication originale
- Rainbow & Pulleine, 1918 : Australian trap-door spiders. Records of the Australian Museum, vol. 12, p. 81-169 (texte intégral).